# Sin and Punishment: Hoshi no Keishōsha
Sin and Punishment (罪と罰～地球の継承者～, Tsumi to Batsu: Hoshi no Keishōsha, Sin and Punishment: Successor of the Earth), quina traducció significa Pecat i Càstig: El Successor de la Terra, és un videojoc de tirs de Nintendo 64 desenvolupat per Treasure i llançat al mercat per Nintendo el 21 de novembre de l'any 2000 en Japó. El joc de Nintendo 64 només va veure la llum en el mercat japonès, no obstant això, la versió per a Consola Virtual llançada l'any 2007 també va ser disponible en els mercats europeu i nord-americà.
La seqüela, Sin and Punishment 2, està  desenvolupada per a Wii.